# Лойташ
Лойташ (нім. Leutasch) —  громада округу Інсбрук-Ланд у землі Тіроль, Австрія.
Лойташ лежить на висоті  1136 м над рівнем моря і займає площу  103,1 км². Громада налічує 2220 мешканців. 
Густота населення 22/км².  
|                                 |
| Лойташ на мапі округу та землі. |

 Адреса управління громади: Kirchplatzl 128a, 6105 Leutasch. 

## Демографія
Історична динаміка населення міста за даними сайту Statistik Austria

## Виноски
1. ↑  Dauersiedlungsraum der Gemeinden Politischen Bezirke und Bundesländer - Gebietsstand 1.1.2018 — Статистичне управління Австрії.
2. ↑  Einwohnerzahl 1.1.2018 nach Gemeinden mit Status, Gebietsstand 1.1.2018 — Статистичне управління Австрії.
3. ↑  www.leutasch.at. Архів оригіналу за 22 червня 2013. Процитовано 17 липня 2013.
4. ↑  Gemeindedaten von Leutasch. Архів оригіналу за 17 грудня 2015. Процитовано 17 липня 2013.

| Австрія | Це незавершена стаття з географії Австрії. Ви можете допомогти проєкту, виправивши або дописавши її. |